# Rudolf Kirchner

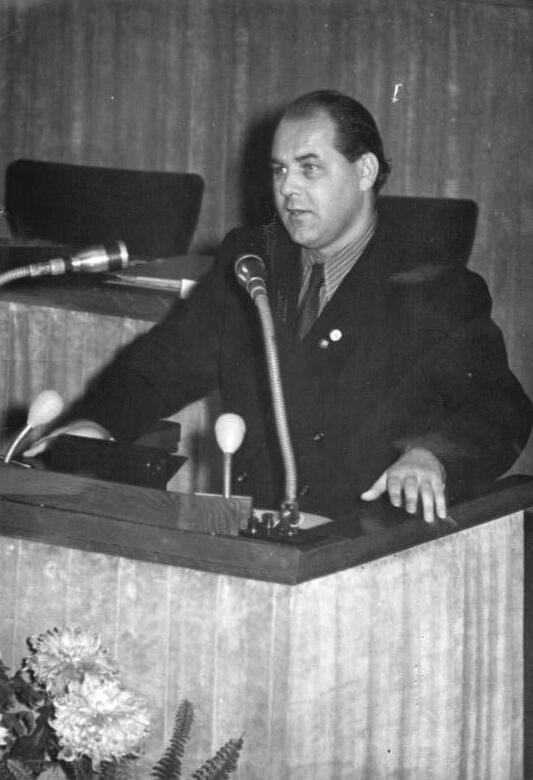
Rudolf Kirchner am 1. November 1951 in der Volkskammer

Rudolf Kirchner (* 20. Juni 1919 in Hirschberg, Provinz Niederschlesien; † 5. Mai 1984 in Berlin) war ein langjähriger Gewerkschaftsfunktionär in der DDR. Er vertrat den FDGB zeitweise als Fraktionsvorsitzender in der Volkskammer und war zeitweise Kandidat des ZK der SED.

## Leben
Rudolf Kirchner war der Sohn eines Schmieds und Lokführers. Nach dem Besuch der Volksschule absolvierte er von 1933 bis 1937 eine Ausbildung zum Schriftsetzer. Danach arbeitete er zunächst in seinem Beruf. Zwischen 1937 und 1938 wurde Kirchner für einige Monate zum Reichsarbeitsdienst eingezogen. 1939 kam der Einberufungsbefehl für Kirchner zur Luftwaffe. In dieser diente er bis zum März 1945, als er in sowjetische Gefangenschaft geriet. In der Kriegsgefangenschaft durchlief Kirchner auch die Zentrale Antifa-Schule Krasnogorsk.
Da seine schlesische Heimatstadt 1945 an Polen gefallen war, entließen ihn die sowjetischen Behörden im Juni 1949 in die Sowjetische Besatzungszone in Deutschland. Dort wurde er Mitglied der SED und der Einheitsgewerkschaft FDGB, in deren Sekretariat er sofort als Abteilungsleiter für Arbeit und Sozialpolitik eingesetzt wurde. In dieser Funktion wurde er auch in den Bundesvorstand des FDGB kooptiert. Auf dem 3. Kongress des FDGB, der vom 30. August bis zum 3. September 1950 stattfand, wurde Kirchner neben Alexander Starck zum Stellvertreter des Vorsitzenden Herbert Warnke gewählt. Dies war für den erst reichlich ein Jahr wieder in Deutschland weilenden Kirchner ein enormer Aufstieg, zumal er bereits auf dem III. Parteitag der SED im Juli 1950 als Kandidat des ZK der SED gewählt wurde. Bei den Wahlen zur Volkskammer im Oktober 1950 kandidierte Kirchner ebenfalls, er wurde bei der Einheitslistenwahl als FDGB-Abgeordneter gewählt. In der Volkskammer saß Kirchner bis 1971, dabei führte er von 1953 bis 1959 in der Nachfolge von Herbert Warnke und in der 4. Wahlperiode von 1963 bis 1967 in der Nachfolge von Grete Groh-Kummerlöw die FDGB-Fraktion als Vorsitzender. Als stellvertretender FDGB-Vorsitzender kümmerte sich Kirchner zunächst um den Bereich Organisation und die Anleitung der Einzelgewerkschaften. Nach der Amtsenthebung Starcks im April 1951 blieb Kirchner zunächst alleiniger 2. Vorsitzender des FDGB, der nun auch für Kaderfragen und den Jugendbereich zuständig war. Die II. Parteikonferenz der SED mit der Ausrufung des planmäßigen Aufbaus des Sozialismus hatte auch für den FDGB unmittelbare organisatorische Folgen. Auf der X. Tagung des FDGB-Bundesvorstandes, die vom 31. Juli bis zum 3. August 1952 stattfand, wurde die Funktion des stellvertretenden Vorsitzenden aufgehoben und stattdessen ein Präsidium geschaffen, dem nun die Mitglieder des Sekretariats des Bundesvorstandes sowie die Vorsitzenden der 12 Industriegewerkschaften angehörten. Kirchner wurde Mitglied des Präsidiums und leitete nunmehr als Sekretär die Abteilung Produktionsmassenarbeit bis zum 4. Bundeskongress im Juni 1955. Auf dem Kongress wurde er wiederum als Sekretär im Bundesvorstand des FDGB bestätigt, er leitete nun bis zum 5. Kongress des FDGB im Oktober 1959 die sogenannte Westarbeit. In diesem Bereich leitete er damit unter anderem das Büro für deutsche Gewerkschaftseinheit und zeitweilig die Abteilung Internationale Verbindungen. 1960 wurde Kirchner von der SED zu einem dreijährigen Studium an die Parteihochschule der KPdSU in Moskau delegiert, welches er 1963 beendete. Während er im Januar 1963 auf dem VI. Parteitag der SED nicht mehr als Kandidat des ZK der SED bestätigt wurde, wählte man Kirchner auf dem 6. Bundeskongress des FDGB im November des gleichen Jahres wieder in das Präsidium des Bundesvorstandes. In diesem war er als Sekretär zunächst bis 1965 für die Abteilungen Feriendienst und Arbeitsrecht zuständig, bis er ab 1965 wieder für die Westarbeit im Bundesvorstand verantwortlich war. Auf dem 7. FDGB-Bundeskongress, der im Mai 1968 stattfand, wurde Rudolf Kirchner nicht wieder in das Präsidium des FDGB-Bundesvorstandes gewählt. Für den 48-Jährigen fand sich eine Stelle im Ministerium für Leichtindustrie. Später wechselte er in das Ministerium für Glas- und Keramikindustrie. 1982 wurde Kirchner mit 63 Jahren invalidisiert.

## Ehrungen
- 1965 Vaterländischer Verdienstorden in Silber[2]

## Schriften
- Der Aktivistenplan im Kampf gegen alle Produktionsverluste, Berlin 1951.
- Die Tätigkeiten der Gewerkschaften im neuen Kurs, Berlin 1953.
- Friedensvertrag und Gewerkschaften, Berlin 1959.
- Handbuch für den Gewerkschaftsfunktionär, Berlin 1965.
- Einige inhaltliche Probleme der Tätigkeit des FDGB zur Verständigung der Gewerkschaften in beiden deutschen Staaten, Berlin 1967.